# Marcel Buysse (cyclisme, 1920)
Pour les articles homonymes, voir Buysse et Marcel Buysse.
Marcel Buysse, né le 13 août 1920 à Deinze (Flandre-Orientale) et mort le 27 juin 2016 dans la même ville, est un coureur cycliste belge, Professionnel entre 1947 et 1954.
Il est le fils de Lucien Buysse (1893), et également le neveu de Marcel Buysse (1889), de Cyriel Buysse (1896) et de Jules Buysse (1911).

## Palmarès
- 1949
  - 3e du Tour de l'Ouest
- 1950
  - 9e de Paris-Bruxelles
- 1951
  - Tour de Corrèze

### Tour d'Italie
- 1949 : abandon